# Johann Friedrich Blumenbach
Johann Friedrich Blumenbach (Gotha, 11 de mayo de 1752-Gotinga, 22 de enero de 1840) fue un naturalista, antropólogo, médico y psicólogo alemán. Fue el creador de la llamada antropología física, que se ocupaba del estudio de la morfología de los diversos grupos humanos según el método de la anatomía comparada.

## Biografía
Era hijo del profesor de instituto Heinrich Blumenbach y de Charlotte Buddeus, hija del vicecanciller Karl Buddeus de Gotha.[cita requerida]
En 1769 empezó la carrera de medicina en la Universidad de Jena y desde 1772 en la de Gotinga. Se doctoró en 1775 con la tesis De generis humani varietate nativa (Sobre las diferencias naturales en el linaje humano, por su traducción al español). En 1776 fue nombrado catedrático extraordinario de Medicina e Inspector de la Colección de historia natural de Gotinga, y en 1778, catedrático ordinario.[cita requerida]
Durante casi 60 años impartió clases sobre historia natural, anatomía comparada e historia de la medicina, y sus alumnos, venidos de todas partes, le calificaron de Magister Germaniae.[cita requerida]
Se jubiló en 1835 y falleció en 1840, siendo enterrado en el cementerio histórico Albani de Gotinga.[cita requerida]

## Obra

### Antropología física

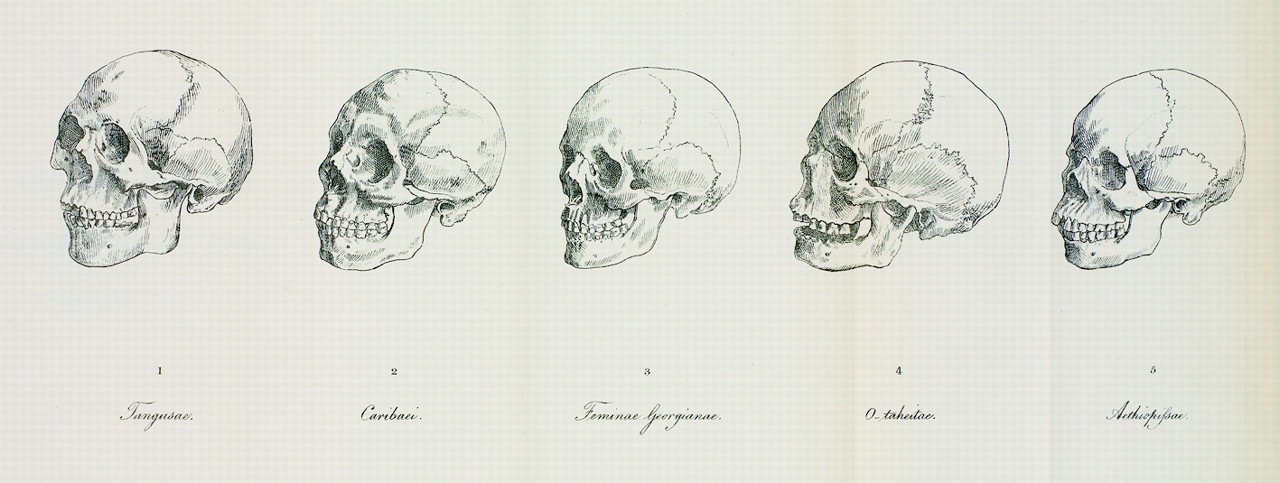
Las cinco razas humanas, según Blumenbach.

Una de sus principales contribuciones a la antropología clásica consistió en la defensa de la teoría de la unidad de la especie humana a través de su visión monogenista sobre el origen del ser humano. La posición científica predominante en la época partía de una teoría poligenista, la cual postulaba que la existencia de una variedad de especies animales según las características morfológicas propias de los diferentes pueblos, daban origen a la humanidad.[cita requerida]

Blumenbach afirmaba que había un único origen etológico, estando la especie humana, sin embargo, conformada por cinco divisiones principales según los distintos pueblos a través de un estudio craneométrico: caucásicos, mongoloides, malayos, americanos y etíopes o negroides. Estas divisiones estaban relacionadas, según Blumenbach, con determinadas características tanto físicas como psicológicas y eran causadas por el clima y su modo de vida. A pesar de establecer estas cinco divisiones, Blumenbach también proclamó que las diferencias  morfológicas entre razas eran tan pequeñas y graduales que no se podía establecer una separación clara.
All national differences in the form and colour of the human body [. . .] run so insensibly, by so many shades and transitions one into the other, that it is impossible to separate them by any but very arbitrary limits.(Blumenbach [1825, 35−36])
Sus resultados se recogen en su obra más representativa: Collectionis suae craniorum diversarum gentium illustratae decades. Otra de sus obras más significativas constituyó su tesis doctoral en antropología (mencionada líneas arriba).[cita requerida]

### Anatomía y biología del desarrollo

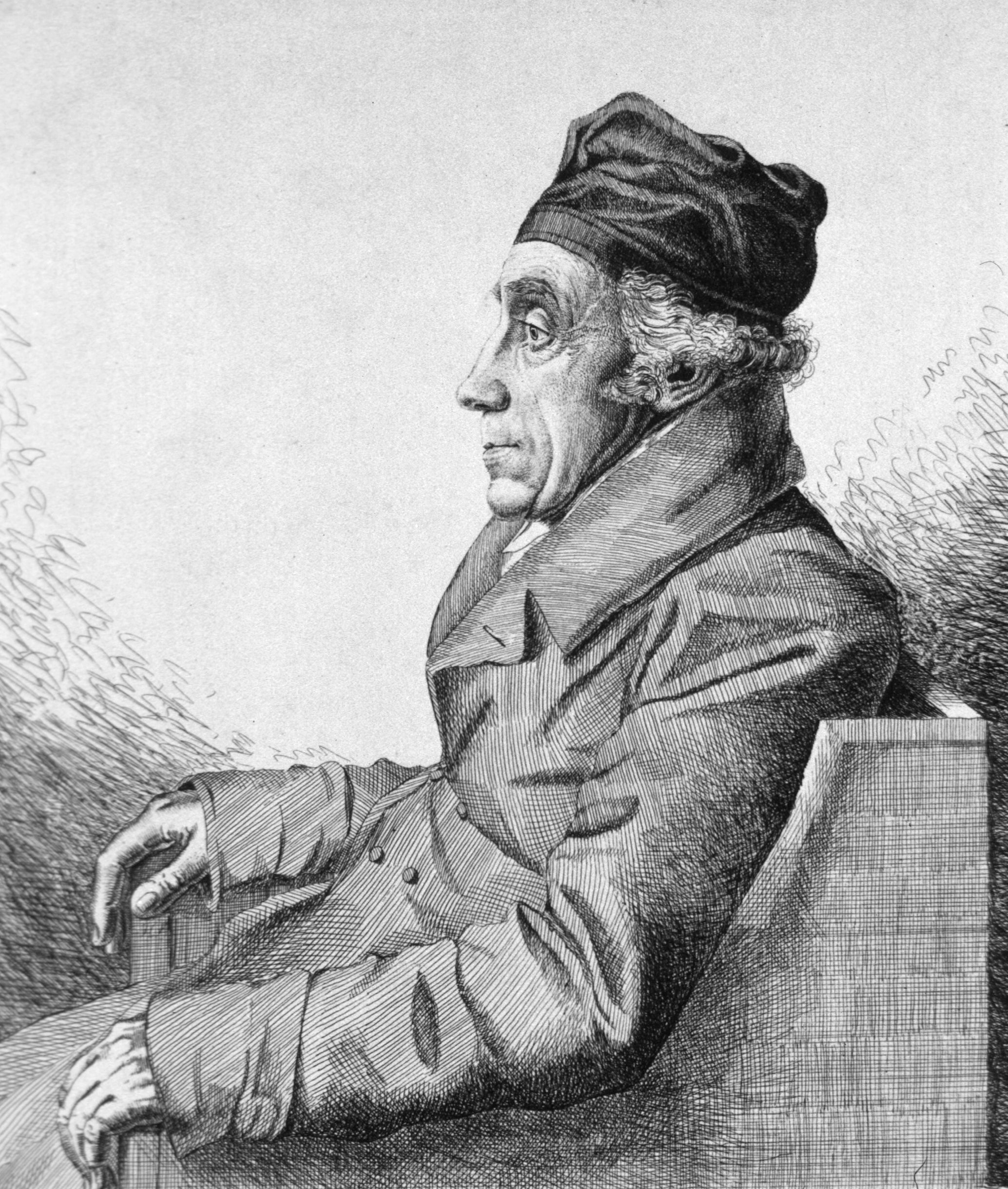

La concepción de Blumenbach de la anatomía comparada sienta las bases de la morfología trascendental: la concepción holista del organismo, el interés por la organización interna, por las relaciones entre estructura y función, etcétera.[cita requerida]
Blumenbach introdujo el concepto de Bildungstrieb ("fuerza formadora") para dar cuenta del desarrollo de los animales.[cita requerida]

## Controversias recientes
Blumenbach ha sido señalado en contadas ocasiones, pues se considera que sus trabajos e ideas influyeron posteriormente para la creación del racismo científico. Sin embargo, estas afirmaciones se sostienen sobre una lectura superficial de su obra pues él era un igualitarista en contra de la esclavitud en una época en que estaba muy normalizada.
En el año 2020, tras las protestas del Black Lives Matter, un grupo de estudiantes activistas de la universidad de Göttingen llamado Basisgruppe Umweltwissenschaften derribó uno busto de Blumenbach y pidió que se retirara su nombre del Instituto de Zoología y Antropología de la universidad. Según ellos proclamaron, Blumenbach "asentó las bases para una rama de la Antropología que justificaba la opresión de las personas no-blancas". 
Estas afirmaciones muestran que la visión actual sobre este autor sigue estando sesgada y confundida con Christoph Meiners, otro antropólogo de la universidad de Göttingen y coetáneo de Blumenbach. Este autor sí tenía una visión poligenista sobre el origen del ser humano y asentó las bases para el racismo científico posterior.

## Algunas publicaciones
- 1783-1788: Medicinische Bibliothek (Göttingen : J. C. Dieterich)
- 1786: Institutiones physiologicae (Göttingen : J. C. Dieterich)
- 1786: Introductio in historiam medicinae litterariam (Göttingen : J. C. Dieterich)
- 1787: D. Jo. Frid. Blumenbachii,... de Nisu formativo et generationis negotio nuperae observationes (Göttingen : J. C. Dieterich)
- 1788: D. Jo. Frid. Blumenbachii,... Commentatio de vi vitali sanguinis, recitata in consensu sollenni Soc. reg. scientiar. inter semisaecularia Academiae (Göttingen : J. C. Dieterich)
- 1788: Synopsis systematica scriptorum quibus inde ab inauguratione Academiae Georgiae Augustae d. 17 sept. 1737 usque ad sollemnia istius inaugurationis semisaecularia 1787 disciplinam suam augere et ornare studuerunt professores medici gottingenses, digessit et edidit Jo. Fr. Blumenbach (Göttingen : J. C. Dieterich)
- 1790: Jo. Frid. Blumenbachii,... Decas I (-VI) collectionis suae craniorum diversarum gentium illustrata (Göttingen : J. C. Dieterich)
- 1795: De Generis humani varietate nativa (Göttingen : Vandenhoek und Ruprecht)
- 1796-1805 : Abbildungen naturhistorischer Gegenstände (Göttingen : J. H. Dieterich)
- 1798: Über die natürlichen Verschiedenheiten im Menschgeschlechte... (Leipzig : Breitkopf und Härtel)
- 1803: Specimen archoeologiae telluris terrarumque imprimis Hannoveranarum (Göttingen : H. Dieterich)
- 1803: Manuel d'histoire naturelle, traduit de l’allemand par François Artaud de Soulange (2 v. Metz : Collignon)
- 1805: Handbuch der vergleichenden Anatomie (Göttingen : H. Dieterich)
- 1806: Vergleichende Anatomie und Physiologie de Verdauungswerkzeuge der Säugethiere und Vögel (Berlín)
- 1807: Geschichte und Beschreibung der Knochen des menschlichen Körpers. Zweyte sehr vermehrte Ausgabe (Göttingen : H. Dieterich)
- 1807: A Short System of comparative anatomy traduit par William Lawrence (1785-1867) (Londres: Longman, Hurst, Rees et Orme)
- 1808: Specimen historiae naturalis, antiquae artis operibus illustratae, eaque vicissim illustrantis (Göttingen : H. Dieterich)
- 1810: Abbildungen naturhistorischer Gegenstände (Göttingen : H. Dieterich)

## Abreviatura (zoología)
La abreviatura Blumenbach  se emplea para indicar a Johann Friedrich Blumenbach como autoridad en la descripción y taxonomía en zoología.